# 猪熊兼勝
猪熊 兼勝（いのくま かねかつ、1937年 - ）は、日本の考古学者。専門は、日本考古学（特に古墳時代より飛鳥時代の墓制）。学位は、文学修士（関西大学）。京都橘大学名誉教授。葵祭行列保存会会長、時代祭考証委員長。所属学会は日本考古学協会、韓国考古学研究会。

## 人物・経歴
京都府京都市に生まれる。猪熊家は代々猪熊通に居住していたが、応仁の乱で焼け出された。京都府立鴨沂高等学校を経て、1962年関西大学文学部史学科卒業。1964年関西大学大学院文学研究科考古学専攻修士課程修了、文学修士。
奈良国立文化財研究所に就職し、同所埋蔵文化財センター研究指導部長、1997年同所飛鳥藤原宮跡発掘調査部部長となる。1998年京都橘大学文学部教授、のちに同名誉教授。
1972年、奈良県明日香村の高松塚古墳から極彩色の壁画が発見。後に国宝になり、壁画古墳は文化庁が保存担当し、奈良文化財研究所の猪熊は、数十年間高松塚古墳の扉の鍵を預かる。2004年壁画の劣化が明らかになり、解体後に、壁画の加筆修復と発見当初の姿を復元し、諸外国の壁画公開方法も参考にして公開を提案した。
1983年、神部四郎次の益田岩船横口式石槨説（1978年）に続ける形で、牽牛子塚古墳石室の完成までに益田岩船、大阪府寝屋川市の石室の露出した石宝殿古墳で二度の失敗を繰り返した後、軟質の凝灰岩の石室で完成させたものが、牽牛子塚古墳であるとの説を提唱する。

## 家族・親族
- 曽祖父：猪熊夏樹
- 祖父：猪熊浅麻呂
- 父：猪熊兼繁[8]
- 長男：猪熊兼樹[9]
- 伯父：猪熊兼幹
- 従弟：猪熊兼年

## 著作

### 単著
- 『埴輪』講談社〈日本の原始美術6〉、1979年。ISBN 978-4-06-124916-5。
- 『飛鳥の古墳を語る』吉川弘文館、1994年。ISBN 978-4-642-07430-8。
- 『7TH CENTURY TUMULUS IN NARA』2003年。

### 共編著
- （共編）渡辺義明 編『高松塚古墳』至文堂、1985年。
- （共著）佐原真『稲と権力』梅原猛監修、学研〈人間の美術2〉、1990年。ISBN 978-4-05-102345-4。

### 寄稿
- 上田正昭 編『平安京から京都へ』小学館、1994年。ISBN 978-4-09-387132-7。
  - 「王朝のインテリアとファッション」『同上』。
  - 「提論：東アジアの曲水宴」『同上』。
- 「平安講社と時代祭」『平安神宮百年史』平安神宮百年史編纂委員会、平安神宮、1997年。
- 「宮延儀礼のはじまり」『神と祭り』小学館〈古代史の論点5〉、1999年。ISBN 978-4-09-626505-5。
- 「大和の飛鳥古墳」『大和の古墳1』近畿日本鉄道〈新近畿日本叢書・大和の考古学〉、2003年。ISBN 978-4-409-52041-3。

### 論文・論考
- 「日本における百済系墓室の成立」『百済史の比較研究』百済研究叢書第3輯、大韓民国忠南大学百済研究所、1993年。
- 「キトラ古墳の石室内部探査と総括」『キトラ古墳学術調査報告』 1999年

### その他
- 奈良国立文化財研究所飛鳥資料館編『飛鳥時代の古墳』 同朋舎 1981年
- 「都をどりの歴史」『祇園』京都書院

## 出演
- 『歴史秘話ヒストリア』第281回「飛鳥美人 謎の暗号（コード）を解け～高松塚壁画のヒミツ～」（2017年5月12日、NHK総合）
- 『歴史探偵』第52回「飛鳥の古墳ツアー」（2022年8月24日、NHK総合）